# Бельжарри, Ансельм
Ансельм Бельжарри — французский анархист-индивидуалист, родившийся между 1820 и 1825 гг. в Тулузе, и объявленный погибшим в конце XIX в. в Центральной Америке. Он принимал участие в таких исторических событиях, как революция 1848 года во Франции, и был редактором и автором изданий «Anarchie, Journal de l’Ordre» и «Au fait ! Au fait ! Interpretation de l’idee democratique».

## Биография

### Ранние годы
Про детство и юность Ансельма Бельжарри почти ничего не известно. По словам его близкого друга Улисса Пика, некоторое время он обучался в лицее д’Ох, а затем отправился путешествовать с целью самообразования: в период между 1846 и 1848 гг. он посетил Северную Америку, в частности Нью-Йорк, Бостон, Новый Орлеан и Вест-Индию. Эти путешествия убедили его в преимуществах демократии и свобод личности.
Каталанский историк индивидуалистического анархизма Ксавье Диез утверждает, что во время своих путешествий по Штатам «он общался с (Генри Дэвидом) Торо и, возможно, с (Джошуа) Уорреном».

### Участие во французской революции 1848 года
Бельжарри вернулся во Францию 21 февраля 1848 г., днем раньше события, положившего конец царствованию Луи-Филиппа Первого. Он активно участвовал в революции, но никогда не прекращал критику курса, взятого движением со дня конца Июльской монархии: когда молодые рабочие говорили ему «На этот раз мы не позволим украсть нашу победу!» (намёк на Июльскую революцию, которая не смогла установить строй, защищающий права рабочих), он отвечал: «Ах, мой друг, победа уже украдена: разве временное правительство уже не село нам на шею?».
Он также участвовал в «Societe Republicaine Centrale» (также называемом «Клуб Бланки»), где он обвинил все политические партии Второй республики в том, что они превратили народную революцию в авторитарный режим с централистским правительством, называя их все «чумой наций». Бельжарри отказывался называть текущий исторический период «периодом революции», говоря, что «эволюция 1848 года лишь консолидировала все то, что должно было быть отменено», ибо «истинная Революция — это не свержение одного правительства, а окончательная ликвидация необходимости в правительстве.» Пока он принимал участие в обществе, наполненном социалистическими идеями, он выступал против каких бы то ни было авторитарных социальных мер, потому что считал любую государственную интервенцию формой рабства и насильственного конфликта между людьми: «Анархия — это порядок, правительство — это гражданская война.»
Он также помянул гражданское неповиновение и добровольное рабство:
Демократ — это не тот кто командует, а тот, кто не подчиняется.
Ты думаешь, что везде одни тираны? Как бы не так! Ты заблуждаешься, вокруг по прежнему только рабы: где никто не подчиняется, там никто не командует.
В 1849 г. Бельжарри основал в Мёлане «Ассоциацию свободомыслящих» со своими друзьями детства, в частности с Улиссом Пиком (тогда называвшего себя Пик Дагерс), с целью публикования анархических памфлетов; но аресты некоторых участников общества вынудили их прекратить свою деятельность.

### Анархические публикации
Ансельм Бельжарри публиковал, редактировал и писал множество сочинений на анархическую тематику. В октябре-декабре 1848 г. он публикует в Тулузе «Au fait ! Au fait ! Interpretation de l’idee democratique». Вместе с Улиссом Пиком он редактирует «Le Dieu des riches et le Dieu des pauvres» и «Jean Mouton et le percepteur».
Также с марта 1849 г. он был одним из редакторов ежедневника «La Civilisation», местной газеты с тиражом около 2000 экземпляров. Для своих друзей из Ассоциации свободомыслящих он написал статью «L’anarchie, c’est l’ordre» («Анархия — это порядок») в номере «La Voix du Peuple» от 3 апреля 1850 г., но эта публикация была запрещена.
Позднее он самостоятельно писал, редактировал и выпускал самиздатом «Anarchie, Journal de l'Ordre», испытывающий, однако, проблемы из-за малой читательской аудитории: третий номер, посвящённый теме происхождения благ, так и не был опубликован. По словам Шарифа Жеми, этот журнал представлял собой первый анархический манифест в мире.
В 1851 г. он начал писать роман «Le Baron de Camebrac, en tournee sur le Mississippi», опубликованный в 1854 г., и эссе «Les femmes d’Amerique», в котором запечатлел свои впечатления об американском обществе.
Он также принимал участие в написании «Альманаха гнусного множества» в 1851 г. и готовил к печати «Альманах анархизма» на 1852 г., который так и не был опубликован из-за французского государственного переворота 1851 года.

### Возвращение в Америку
После победы Второй французской империи, Бельжарри снова уехал в Америку, сначала в Гондурас, где, по словам Макса Неттлау, был профессором, а затем в Сан-Сальвадор, где, по слухам, занимал правительственный пост.
По словам же его сына (пишет Андрэ Ральт), после трёх лет в Сан-Сальвадоре он решил вернуться к натуралистской жизни на природе и поселился на тихоокеанском побережье.

## Анархизм
Историк анархизма Джордж Вудкок считал, что «Бельжарри, наряду со Штирнером, находился на предельно индивидуалистическом краю анархического спектра. Он отмежевался от всех политических революционеров 1848 года, даже от Прудона, с которым у него было много общих идейных моментов, и от которого он получил больше, чем сам признавал.» Принятая Бельжарри «концепция революции, возникающей из гражданского неповиновения, свидетельствует о том, что в Америке Бельжарри познакомился как минимум с идеями (Генри Дэвида) Торо, если не с ним лично».
«Бельжарри не раз выступал с позиций анархо-эгоизма. „Я отвергаю всё; я утверждаю только себя…. Я есть единственный достоверный факт. Все остальное — абстракция, которая падает в математический Икс, в неизвестное…. Не может быть на земле интересов превыше моих, интересов, для которых я хотя бы частично пожертвовал своими интересами.“ И, казалось бы, в противоречие этому, Бельжарри придерживался традиционного общеанархического взгляда на общество, как на природную необходимость, „естественное образование“».

## Цитаты
- По правде говоря, нет контрреволюционеров хуже, чем сами революционеры; потому что нет хуже людей, чем люди завистливые.
- Власть обладает лишь тем, что она отняла у народа, и у тех граждан, которые верят, что они получили всё, что имеют, благодаря вэлферу, явно что-то глубоко не в порядке со здравым смыслом.
- Только тогда, когда власть каждого человека равна с остальными, социальное равенство можно считать достигнутым.
- Люди, которые решают свои проблемы сами, способны к самоуправлению, и тот непреложный факт, что самоуправление отменяет и делает ненужным весь законодательный базар, наглядно показывает, что в решении своих проблем люди куда более гениальны, чем все великие государственные мужи, вместе взятые.
- Революция — это конфликт интересов: никто не представляет интересы другого, каждый представляет самого себя. Сила настойчивого и спокойного отстаивания этих интересов есть единственная революционная сила, имеющая смысл и способ осуществления.
- Нельзя перераспределить блага, не взяв их все перед этим в свои руки; перераспределение это первая и самая сильная монополия.
- Если вы называете правление работой, я попрошу вас представить продукты этой работы, и если эти продукты не подходят мне, я скажу, что заставлять меня силой потреблять их будет явным злоупотреблением силой и проявлением власти человека над человеком. Верно, что злоупотребление властью опирается на силу, и я один из тех, кто эту силу поддерживает за свои же деньги, и при этом на неё жалуется. И поэтому, когда я смотрю на себя, я признаю, что я хотя и жертва, но к тому же и идиот. Но мой идиотизм вытекает лишь из моей изоляции, вот почему я говорю своим согражданам: Восстанем же; поверим же в себя; и скажем же: пусть будет свобода, ибо свобода должна быть.
- Часто я слышу, что свобода без оков опасна. Но для кого же она опасна? Кто боится дикой лошади, вместо того, чтоб приручить её? Кто боится лавины, вместо того, чтобы остановить её? Кто дрожит при виде свободы, спокойно живя при тирании? Угроза свободы… Надо сказать это наоборот. Свобода выглядит угрожающей лишь в своих оковах. А когда они разбиты, она больше не пугает; напротив, она спокойна и мудра.
- Правительство — это не факт, это фантастика. Единственный непреложный и вечный факт — это народ.